# Егорчева, Александра Давыдовна
Александра Давыдовна Егорчева (29 апреля 1919 — 17 марта 2008) — передовик советского сельского хозяйства, свинарка колхоза имени Карла Маркса Балаковского района Саратовской области, Герой Социалистического Труда (1966).

## Биография
Родилась 29 апреля 1919 году в селе Натальино Балаковского района Саратовской области в русской семье Давыда Ивановича и Степаниды Ивановны. Работать в сельском хозяйстве начала рано. Уже в возрасте четырнадцати лет, окончив два класса школы, в 1933 году, трудоустроилась помощницей свинарки в колхоз имени Карла Маркса Балаковского района Саратовской области.
С 1935 по 1991 год Александра Давыдовна проработала в одном колхозе свинаркой. На протяжении всех 58 лет трудовой деятельности она зарекомендовала себя грамотным, опытным животноводом, постоянно добивалась высоких производственных результатов. Её достижения всегда были лучше средних показателей по хозяйству на 30-40 процентов. Ежегодно от каждой свиноматки она получала 15 и более поросят, обеспечивая 100 процентную сохранность.
Егорчева, имея огромный багаж опыта и знаний в свиноводстве, являлась наставником молодежи. Подготовила более 20 молодых работников, которые впоследствии также добивались высоких результатов в работе. На базе свинотоварной фермы колхоза имени Карла Маркса, по её инициативе, неоднократно организовывались семинары-совещания животноводов различного уровня.
За достигнутые успехи в развитии животноводства, увеличении производства и заготовок мяса, молока, яиц, шерсти, и другой продукции, Указом Президиума Верховного Совета СССР от 22 марта 1966 года Александре Давыдовне Егорчевой было присвоено звание Героя Социалистического Труда с вручением ордена Ленина и золотой медали «Серп и Молот».
В дальнейшем продолжала трудовую деятельность. Работала в должности заведующей свинокомплексом колхоза имени Карла Маркса. Избиралась депутатом Натальинского сельского Совета народных депутатов. Постоянно принимала участие в выставках достижений народного хозяйства, завоёвывала награды и медали.
27 ноября 2007 года, решением Собрания Балаковского муниципального района № 326 ей было присвоено вание «Почетный гражданин Балаковского муниципального района».
Проживала в родном селе Натальино Балаковского района. Умерла 17 марта 2008 года.

## Награды
За трудовые успехи удостоена:
- золотая звезда «Серп и Молот» (22.03.1966),
- орден Ленина (22.03.1966),
- Орден Трудового Красного Знамени
- Медаль «За доблестный труд в Великой Отечественной войне 1941—1945 гг.»
- другие медали.
- Почётный гражданин Балаковского района Саратовской области (27 ноября 2007).